# Battle of the Year (film)
Pour plus de détails, voir Fiche technique et Distribution.
Battle of the Year ou Le Combat de l'année au Québec est un film américain réalisé par Benson Lee (en), sorti en 2013.

## Synopsis
Battle of the year est une compétition de Breakdance qui réunit plusieurs pays du monde chaque année en France. Le film parle de Dante, un producteur américain qui voudrait que son pays, fondateur du hip hop, gagne cette compétition car il ne l'a pas gagné depuis quinze ans. À l'aide de Jason, un vieil ami, ils vont organiser un concours afin de sélectionner les meilleurs B-boy du pays et vont créer une dreamteam (équipe de rêve). Ils vont s'entrainer tous les jours et apprendre à devenir une vraie équipe.

## Fiche technique
- Titre : Battle of the Year
- Titre québécois : Le Combat de l'année
- Réalisation : Benson Lee
- Scénario : Brin Hill, Chris Parker
- Direction artistique : Charlie Campbell
- Décors : Chris Cornwell
- Costumes :Soyon Ann
- Montage :Peter S. Elliot  Alessandra Carlino
- Musique : Christopher Lennertz
- Sociétés de production : Screen GemsS
- Budget : 20 millions de dollars américains
- Pays d'origine : États-Unis
- Langue originale : anglais
- Format : couleur - 35 mm - 2,35:1 - son Dolby Digital
- Genre : Drame et film de danse
- Durée : 110 minutes
- Date de sortie :
- États-Unis : 10 décembre 2013
- France : 10 décembre 2013
- Lieu de tournage : Montpellier[1] et Los Angeles.

## Distribution
- Josh Holloway (VF : Arnaud Arbessier ; VQ : Antoine Durand) : Jason « SB » Blake
- Laz Alonso (VF : Daniel Njo Lobé ; VQ : Patrick Chouinard) : Dante Graham
- Josh Peck (VF : Hugo Brunswick ; VQ : Gabriel Lessard) : Franklyn
- Caity Lotz (VQ : Kim Jalabert) : Stacy
- Weronika Rosati : Jolene
- Terrence Jenkins (VF : Jean-Baptiste Anoumon) : lui-même
- Sway Calloway (VF : Emmanuel Curtil) : lui-même

### Membres du crew
- Chris Brown (VF : Diouc Koma ; VQ : Nicolas Charbonneaux-Collombet) : Rooster
- Jonathan « Do Knock » Cruz (VF : Geoffrey Loval ; VQ : Frédéric Millaire-Zouvi) : Do Knock
- Ivan « Flipz » Velez (VF : Brice Ournac ; VQ : Philippe Martin) : Flipz
- Richie « Abstrak » Soto (VF : Rémi Caillebot) : Abbstarr
- Anis Cheurfa (VQ : Kevin Houle) : Anis
- Alex Martin : Punk
- Dominic Sandoval (en) (VF : Gwenaël Sommier) : Grifter
- Steve Terada (en) : Sight
- Victor Kim : Aces
- David « Kid David » Shreibman (VF : Fabrice Trojani ; VQ : Maël Davan-Soulas) : Kid
- Jesse « Casper » Brown (VF : Olivier Martret ; VQ : Xavier Dolan) : Rebel
- Luis « Luigi » Rosado : Bambino
- Sawandi Wilson (VQ : Nicholas Savard L'Herbier) : Sniper

 Source et légende : version française (VF) sur RS Doublage et version québécoise (VQ) sur Doublage QC.

## Bande originale
- The Bangerz - Free falling
- The LA Outfit - In the City  The LA Outfit - Need a Captain NewTone - Run!!!! (3:53)
- The Roots - Boom! (2:58)
- PCâ€™s Ltd. - Fast Man (Z-Trip Remix) (4:13)

## Accueil des critiques
Les critiques du film venant de la presse française ont été assez mitigées malgré les chorégraphies et le niveau des danseurs,.